# Intervention américaine dans les coups d'État en Amérique latine

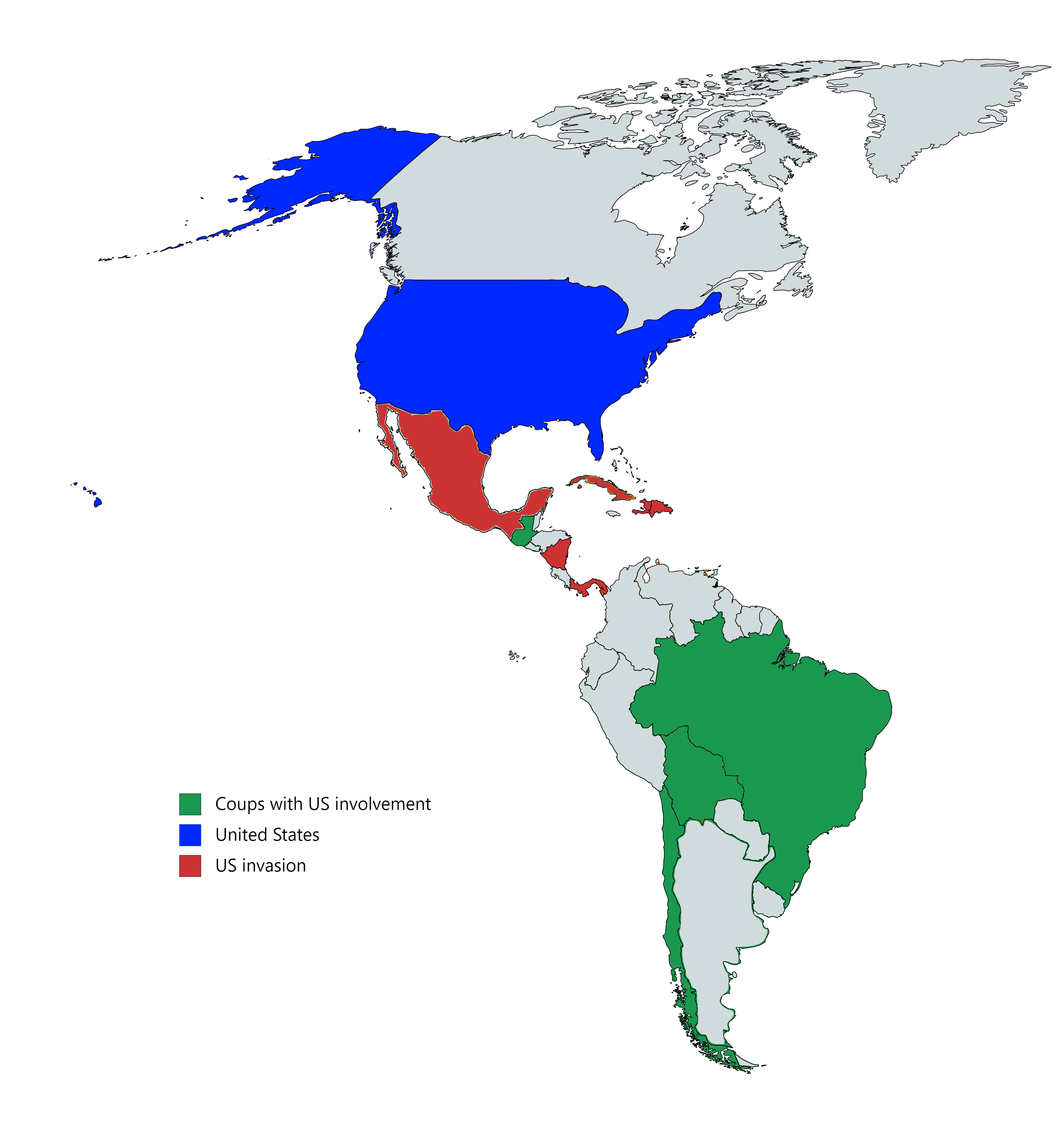
Interventions des gouvernements américains dans les changements de gouvernement par coup d'État en Amérique latine.

En Amérique latine, plusieurs coups d'État visant à remplacer des gouvernements de gauche par des régimes de droite, généralement militaires et autoritaires, ont impliqué l'intervention des États-Unis. Ils ont été les plus fréquents pendant la guerre froide, dans le cadre de la doctrine Truman d'endiguement, bien que certains cas se soient produits pendant l'ère des « républiques bananières » du début du XXe siècle afin de promouvoir les intérêts commerciaux des États-Unis dans la région.

## Argentine

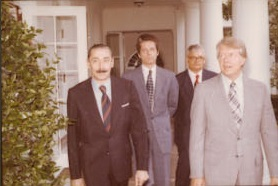
Jorge Rafael Videla et Jimmy Carter en 1977

En Argentine, les forces militaires ont renversé la présidente démocratiquement élue Isabel Perón lors du coup d'État de 1976, instaurant la dictature militaire du général Jorge Rafael Videla, connue sous le nom de Processus de réorganisation nationale, qui a donné lieu à environ 9 000 disparitions forcées,. Le coup d'État et le régime autoritaire qui a suivi ont été soutenus avec enthousiasme par le gouvernement américain, et le secrétaire d’État américain Henry Kissinger s'est rendu à plusieurs reprises en Argentine pendant la dictature. Parmi les nombreuses violations des droits de l'homme commises pendant cette période figurent les détentions extrajudiciaires, les exécutions massives, la torture, les viols, les disparitions de prisonniers politiques et de dissidents, et les déplacements illégaux d'enfants nés de femmes enceintes (qu'elles soient enceintes avant leur emprisonnement ou enceintes à la suite d'un viol subi durant la détention). Selon le juge espagnol Baltasar Garzón, Kissinger a été témoin de ces crimes.

## Bolivie
Le gouvernement des États-Unis a soutenu le coup d'État de 1971 mené par le général Hugo Banzer qui a renversé le gouvernement militaire de Juan José Torres,. Torres avait bouleversé le pays nord-américain en convoquant une « Assemblée du peuple », dans laquelle étaient représentés divers secteurs de la société (mineurs, enseignants syndiqués, étudiants, paysans), conduisant le pays dans une direction perçue comme étant de gauche. Banzer a organisé un soulèvement militaire sanglant à partir du 18 août 1971, qui lui a permis de prendre le pouvoir le 22 août 1971. Après la prise de pouvoir de Banzer, les États-Unis ont fourni une aide militaire importante et d'autres formes d'aide à son gouvernement. Lorsque Banzer a réprimé la liberté, il a torturé des milliers des personnes, en a fait « disparaître » et assassiné des centaines, et a fermé des syndicats et des universités,. Torres, qui avait fui la Bolivie, a été enlevé et assassiné en 1976 dans le cadre de l'opération Condor, une campagne de répression politique et de terrorisme d'État soutenue par les États-Unis et les dictateurs militaires sud-américains,,.
La démission du président Evo Morales, résultant d'une insurrection civile et de l'opposition, ainsi que d'une suggestion publique de la part des militaires, de la police et des dirigeants syndicaux, a également été considérée comme un « coup d'État » soutenu par les États-Unis et l'OEA,. Elle s'est terminée par l'entrée en fonction de Jeanine Añez, qui a ensuite été jugée avec certains de ses collaborateurs et condamnée pénalement, bien que critiquant le système judiciaire bolivien, par l'ancien président espagnol José María Aznar, le président brésilien Jair Bolsonaro, et le rapporteur spécial des Nations unies sur l'indépendance des juges et des avocats, Diego García Sayán, soutenu par l'Union européenne,,.

## Brésil
Le Brésil a connu plusieurs décennies de régime autoritaire, en particulier après le coup d'État brésilien de 1964, soutenu par les États-Unis, contre le social-démocrate João Goulart. Sous la présidence de John F. Kennedy, les États-Unis ont cherché à « empêcher le Brésil de devenir une autre Chine ou un autre Cuba », une politique qui a été poursuivie sous Lyndon B. Johnson et qui a conduit au soutien militaire des États-Unis au coup d'État d'avril 1964,.

## Chili

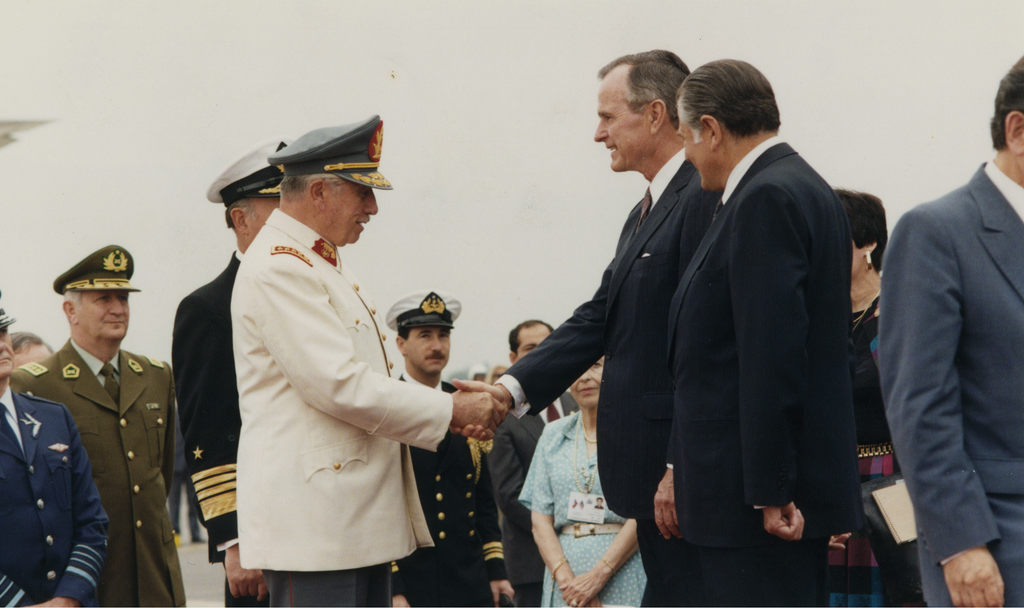
Augusto Pinochet et George H. W. Bush

Après l'élection démocratique du président Salvador Allende en 1970, les mesures économiques du gouvernement, parmi lesquelles la forte augmentation de la quantité de monnaie, due au déficit fiscal élevé, et les obstacles économiques imposés au pays par les États-Unis sur ordre du président Richard Nixon, provoque une grave crise économique (es) ayant conduit au coup d'État chilien de 1973, avec la participation de la CIA, en raison de l'appartenance d'Allende au Parti socialiste. Il s'ensuit la dictature militaire d'Augusto Pinochet, soutenue par les États-Unis, qui a duré jusqu'en 1986,. En 1988, un référendum présidentiel est organisé pour confirmer le règne de Pinochet pour huit années supplémentaires. L'opposition de la Concertation des partis pour la démocratie, qui soutient le « Non », remporte le référendum et met démocratiquement fin à la dictature de Pinochet. Des élections libres sont ensuite organisées en 1989 et la Concertación remporte de nouveau le scrutin,,.

## Costa Rica
Le Costa Rica est le seul pays d'Amérique latine à n'avoir jamais eu de gouvernement autoritaire durable au cours du XXe siècle. La seule dictature qu'il a connue pendant cette période est celle qui a suivi le coup d'État de 1917, mené par le ministre de la Guerre Federico Tinoco Granados après que le président González eut tenté d'augmenter les impôts sur les riches, et n'a duré que deux ans. En fait, le gouvernement américain dirigé par le président démocrate Woodrow Wilson n'a pas reconnu le gouvernement Tinoco (es) et, bien que la United Fruit Company ait été l'une des entreprises touchées par la réforme fiscale de González, elle a aidé l'opposition qui a rapidement renversé Tinoco quelques mois après le début de la guerre.
Des années plus tard, le médecin chrétien-social Rafael Ángel Calderón Guardia du Parti Républicain National (es) arrivera au pouvoir par des moyens démocratiques, promouvant une réforme sociale générale, en association avec le Parti communiste du Costa Rica. Les tensions entre le gouvernement et l'opposition soutenue par la CIA ont conduit à l'éphémère guerre civile de 1948 qui a mis fin au gouvernement Calderón et a conduit à l'éphémère gouvernement de facto (es) de José Figueres Ferrer. Toutefois, Figueres a également conservé certaines idées de gauche et a poursuivi les réformes sociales. Quoi qu'il en soit, la démocratie a été rapidement rétablie après la guerre et, pendant près de 60 ans, un système bipartite s'est développé dans le pays, comprenant les partis calderonistas (es) et figueristas (es).

## République dominicaine

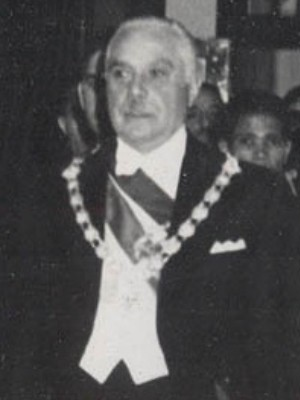
Trujillo en 1952

En mai 1961, le dictateur de la République dominicaine, Rafael Leónidas Trujillo, est assassiné avec des armes fournies par la CIA,. Un mémo interne de la CIA indique qu'une enquête menée en 1973 par le Bureau de l'inspecteur général sur l'assassinat a révélé « une implication assez importante de l'agence avec les conspirateurs ». La CIA a qualifié son rôle dans le « changement » du gouvernement de la République dominicaine de « succès » dans la mesure où elle a contribué à faire passer la République dominicaine d'une dictature totalitaire à une démocratie de type occidental,. Juan Bosch, un ancien bénéficiaire des fonds de la CIA, est élu président de la République dominicaine en 1962, puis déposé en 1963.

## Équateur
Entre 1960 et 1963, la CIA mène des opérations en Équateur en utilisant l'agent Philip Agee. Après que le président José María Velasco Ibarra a nié avoir rompu les relations avec Cuba, la CIA a entrepris de le renverser. En novembre 1961, Velasco est renversé par un coup d'État militaire et remplacé par son vice-président, Carlos Julio Arosemena Monroy. Le président Arosemena s'avère ne pas être très favorable aux États-Unis, ce qui pousse la CIA à adopter les mêmes tactiques de déstabilisation à l'encontre de son gouvernement. Le 11 juillet 1963, Arosemena est renversé par un nouveau coup d'État militaire. La junte équatorienne, soutenue par le gouvernement américain, adopte des politiques anticommunistes et interdit le Parti communiste équatorien (PCE),,

## Salvador
Après plusieurs soulèvements de paysans et d'ouvriers dans le pays contre des gouvernements antidémocratiques, souvent sous le contrôle de puissantes entreprises américaines telles que la United Fruit Company, des figures ayant mené ces révoltes sociales émergent telles que Farabundo Martí, mais sont violemment écrasées. Les efforts pour prendre le pouvoir démocratiquement ont souvent été contrecarrés par l'intervention des États-Unis. La guerre civile s'est propagée, les gouvernements soutenus par les États-Unis au Salvador s'opposant aux guérillas,,.

## Guatemala
Les paysans et les travailleurs (pour la plupart d'origine indigène) se révoltent durant la première moitié du XXe siècle en raison des conditions de vie difficiles et des abus des propriétaires terriens et de la United Fruit Company, soutenue par le gouvernement. Cette révolte est brutalement réprimée, mais conduit à l'élection démocratique de Jacobo Árbenz. Ce dernier est renversé lors du coup d'État guatémaltèque de 1954, soutenu par les États-Unis, ce qui conduit à des gouvernements autoritaires soutenus par les États-Unis et à près de 40 ans de guerre civile dans ce pays d'Amérique centrale. Le président américain Ronald Reagan, cherchant à empêcher la propagation du communisme dans les pays d'Amérique centrale proches des États-Unis, rencontre officiellement le dictateur guatémaltèque Efrain Rios Montt, accusé de crimes contre l'humanité, et apporte son soutien au régime.

## Haïti
Les relations avec les États-Unis se sont améliorées après l'accession de Jean-Claude Duvalier à la présidence, puis se sont détériorées sous l'administration de Jimmy Carter, avant de s'améliorer à nouveau sous Ronald Reagan en raison de la position anticommuniste ferme des Duvalier. La rébellion contre le régime Duvalier éclate en 1985. En janvier 1986, l'administration de Ronald Reagan commence à faire pression sur Duvalier pour qu'il démissionne de son gouvernement et quitte Haïti. C'est ainsi que Baby Doc s'est enfui en France en 1986 à bord d'un vol de la United States Air Force.
Huit mois après ce qui était considéré comme la première élection régulière en Haïti, le président nouvellement élu, Jean-Bertrand Aristide, est déposé par l'armée haïtienne. Certains prétendent que la CIA « a payé des membres-clés des forces du régime putschiste, identifiés comme des trafiquants de drogue, pour obtenir des informations depuis au moins le milieu des années 1980 jusqu'au coup d'État ». Les putschistes Cédras et François avaient reçu une formation militaire aux États-Unis. Mais après les élections américaines de 1992, Bill Clinton soutient le retour au pouvoir de Jean-Bertrand Aristide et son administration s'est employée à rétablir la démocratie en Haïti. En 1994, les États-Unis mènent une intervention militaire visant à renverser le régime militaire qui avait renversé le président élu Jean-Bertrand Aristide.

## Nicaragua

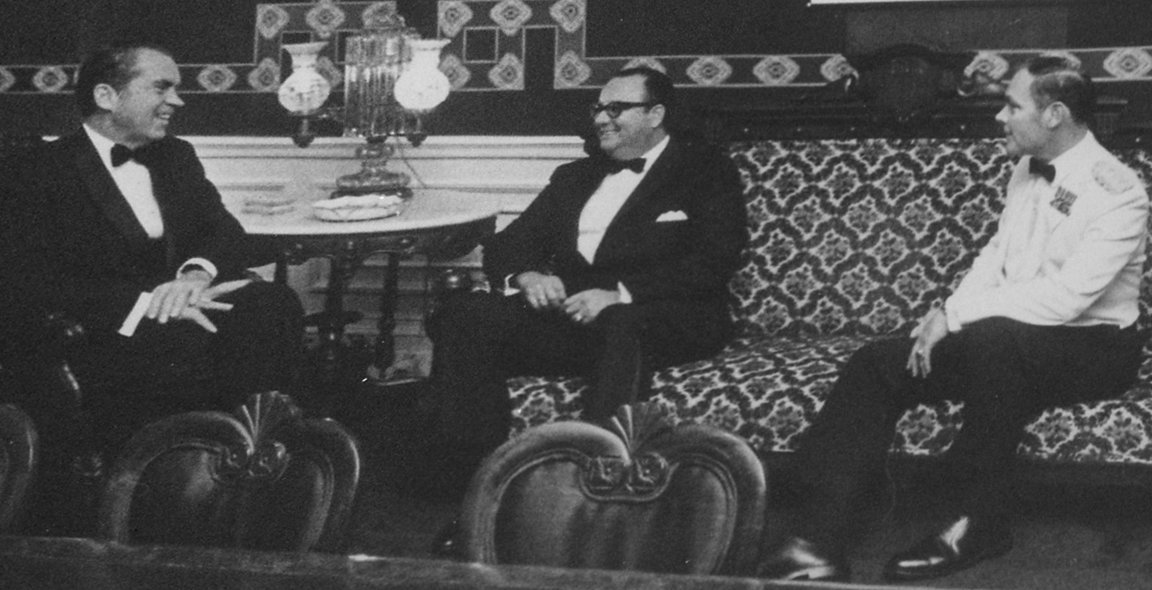
Richard Nixon et Anastasio Somoza Debayle

Après la révolution sandiniste qui a renversé le dictateur Anastasio Somoza Debayle, le Nicaragua a lutté contre les guérillas Contras soutenues par les États-Unis.

## Panama
En 1903, les États-Unis contribuent à la sécession du Panama de la Colombie. La sécession est organisée par une faction panaméenne soutenue par la Compagnie du canal de Panama, une société franco-américaine dont l'objectif était de construire une voie navigable à travers l'isthme de Panama, reliant ainsi les océans Atlantique et Pacifique. En 1903, les États-Unis signent avec la Colombie le traité Herrán-Hay, qui leur accorde l'usage de l'isthme de Panama en échange d'une compensation financière en pleine guerre des Mille Jours, Le canal de Panama était déjà en construction et la zone du canal de Panama a été découpée et placée sous la souveraineté des États-Unis. Les États-Unis n'ont restitué la zone au Panama qu'en 2000.
La mort inattendue du dictateur panaméen Omar Torrijos dans un accident d'avion a été attribuée à des agents américains en collaboration avec Manuel Noriega,. Selon le livre de John Perkins Les Confessions d'un assassin financier, les négociations de Torrijos avec des hommes d'affaires japonais en vue de l'expansion du canal de Panama, à l'exclusion des entreprises américaines, ont été à l'rigine de cette décision. Torrijos était également un partisan du Front sandiniste de libération nationale (FSLN). Le dictateur Manuel Noriega, plus favorable aux États-Unis, succède à Torrijos et se range du côté des intérêts américains pendant le mandat de Torrijos,.
Cependant, les tensions croissantes entre Noriega et le gouvernement américain ont également conduit à l'invasion du Panama par les États-Unis, qui s'est terminée par le renversement de Noriega.

## Paraguay
Le Parti colorado du Paraguay a dirigé le pays pendant 65 années consécutives, y compris durant la dictature brutale d'Alfredo Stroessner soutenue par les États-Unis,,, qui a duré 35 ans, de 1954 à 1989. Mais les États-Unis ont ensuite soutenu un coup d'État de la « faction traditionaliste » du Colorado contre Stroessner. Ce système autoritaire du parti hégémonique (es) a été temporairement brisé lors des élections paraguayennes de 2008, lorsque la quasi-totalité de l'opposition s'est réunie au sein de l'Alliance patriotique pour le changement et a réussi à faire élire l'ancien évêque Fernando Lugo du Parti démocrate chrétien au poste de président du Paraguay qui sera toutefois soumis à un procès en destitution (es) avant la fin de son mandat.

## Pérou
Après la victoire de Víctor Raúl Haya de la Torre du parti de gauche Alliance populaire révolutionnaire américaine à l'élection présidentielle péruvienne de 1962 (es), Haya a été renversé (es) par des opposants liés à la CIA et la dictature de Ricardo Pérez Godoy a été instaurée. Le gouvernement autoritaire d'Alberto Fujimori et de Vladimiro Montesinos était soutenu par la CIA,.

## Uruguay
Après 150 ans de gouvernements formés par des partis politiques (es), une dictature militaire soutenue par les États-Unis est instaurée après le coup d'État de 1973 (es) mené par l'armée, qui abolit la constitution de 1967 (es) et place à la tête de l'État le président Juan María Bordaberry,,. Les dirigeants syndicaux et les opposants politiques ont été arrêtés, assassinés ou exilés, et les violations des droits de l'homme ont été nombreuses. La démocratie est rétablie lors des élections uruguayennes de 1984 (es).